# Stanisław Piotrowicz (duchowny)
Stanisław Piotrowicz (ur. w Wilnie, zm. w 1894 w Ryglicach) – polski ksiądz katolicki, zesłaniec. 
Jako kapłan kościoła św. Rafała w Wilnie nie zaakceptował polityki rusyfikacji Kościoła katolickiego na Litwie prowadzonej m.in. przez administratora diecezji wileńskiej Piotra Żylińskiego, a zwłaszcza wprowadzenia języka rosyjskiego do liturgii i sakramentów. Ksiądz Piotrowicz podczas mszy w 1870 spalił dostarczone mu teksty rosyjskie i wygłosił kazanie w obronie Kościoła, za co został skazany na zesłanie do archangielskiej guberni, gdzie przebywał ponad dwadzieścia lat. Po powrocie z zesłania wyjechał do Małopolski i mieszkał tam do śmierci.    